# دوري أندورا الممتاز 2012–13
دوري أندورا الممتاز 2012–13 هو الموسم 18 من  دوري أندورا الممتاز. أقيم خلال الفترة 23 سبتمبر 2012 وحتى 21 أبريل 2013، والذي يشرف على تنظيمه اتحاد أندورا لكرة القدم، وكان عدد الأندية المشاركة فيه  8، وفاز فيه نادي لوسيتانوس.